# سلیرسویل (کنتاکی)
سلیرسویل (به انگلیسی: Salyersville) شهری در ایالت کنتاکی کشور ایالات متحده آمریکا است که جمعیت آن در سرشماری سال ۲۰۱۰ میلادی، ۱٬۸۸۳ نفر بوده‌است.